# Круглянко Марія Павлівна
Марія Павлівна Круглянко (1939, село Кишло-Замжієво, тепер село Подвір'ївка Кельменецького району Чернівецької області — ?, село Подвір'ївка Кельменецького району Чернівецької області) — українська радянська діячка, ланкова колгоспу імені Мічуріна Кельменецького району Чернівецької області. Депутат Верховної Ради УРСР 8—9-го скликань.

## Біографія
Освіта середня. Закінчила середню школу в селі Подвір'ївці.
З 1954 року — колгоспниця, ланкова колгоспу імені Мічуріна села Подвір'ївка Кельменецького району Чернівецької області. Збирала високі врожаї цукрового буряка.
Член КПРС з 1975 року.

## Нагороди
- орден Леніна
- два ордени Трудового Червоного Прапора
- медалі